# عبد الرحمن المكودي
أبو زيد عبد الرحمن بن علي بن صالح المكودي الفاسي،  إمام النحاة في زمانه، وأعلمهم باللغة، ينسب إلى قبيلة بني مكود، وهي إحدى قبائل هوارة الذين مستقرهم فيما بين فاس وتازة، كان ملما بالنحو العربي، إذ درس كتاب سيبويه بمدرسة العطارين، وبعد خبرته الطويلة في التدريس، شرح ألفية ابن مالك، ويعتبر شرحه هذا من بين الكتب الخالدة مذ زمانه.

## مؤلفاته
ترك المكودي وراءه، مجموعة كبيرة من المصنفات، التي تزخر بها المكتبات العربية، في مختلف بقاع العالم العربي، حيث جمع بين اللغة والعروض وسائر الفنون والأدب، من أهم مؤلفاته:
- شرح المقدمة الأجرومية.
- وشرح المقصور والممدود لابن مالك.
- البسط والتعريف في علم التصريف.
- نظم المعرب من الألفاظ والمقصورة في مدح النبي صلى الله عليه وسلم، في نحو ثلاثمائة بيت.[1]
- شرح ألفية ابن مالك.

## الوفاة
توفي المكودي عام 807هـ.